# 30 octobre 1971
Le samedi 30 octobre 1971 est le 303e jour de l'année 1971.

## Naissances
- Arílson de Paula Nunes, footballeur brésilien
- Astrid Veillon, actrice française
- Daniel Ahlgren, auteur de bande dessinée suédois
- Darren Almond, artiste anglais
- Eneko Goia Laso, homme politique espagnol
- Fredi Bobic, footballeur allemand
- Pascale Bal, actrice belge
- Petr Czudek, joueur de basket-ball tchèque
- Stephen Kenny, joueur et entraîneur de football irlandais
- Tim Nees, joueur de basket-ball allemand

## Décès
- Henri Maupoil (né le 11 juillet 1891), personnalité politique française
- Mack Ray Edwards (né en 1918), tueur en série américain
- Olga Preobrajenskaïa (née le 24 juillet 1881), cinéaste

## Événements
- Sortie de la chanson Coat of Many Colors de Dolly Parton
- Sorties de la chanson Seamus et de l'album Meddle du groupe Pink Floyd
- Création du parc Sea World en Australie